# 阿列克谢
阿列克谢（俄语：Алексей）是俄罗斯常用的人名。

## 短的形式
- 阿廖沙（俄语：Алёша）
- 廖沙（俄语：Лёша）

## 名人
- 阿列克谢·米哈伊洛维奇，俄国沙皇（1645年－1676年在位）
- 阿列克謝一世 (莫斯科及全俄羅斯牧首)，第13任莫斯科及全俄罗斯牧首（1945年至1970年）
- 阿列克谢二世，第15任莫斯科及全俄罗斯牧首（1990年至2008年）
- 阿列克赛·托尔斯泰
- 阿列克谢·尼古拉耶维奇·柯西金
- 阿列克谢·尼古拉耶维奇·罗曼诺夫
- 阿列克谢·鲍里索维奇·米勒
- 阿列克谢·乌曼诺夫
- 阿列克谢·涅莫夫
- 阿列克谢·亚古丁
- 阿列克谢·马克西莫维奇·彼什科夫 （即  马克西姆·高尔基  ）

|  | 本页或本分段罗列了有着相同名的人物，如果是一个内链将您引导到本页，您可能愿意通过点击对应的链接到达想要的条目。 |